# A Country Doctor
Ne doit pas être confondu avec The Country Doctor.
A Country Doctor (カフカ 田舎医者, Kafuka: Inaka isha) est un court métrage d'animation japonais réalisé par Kōji Yamamura, sorti le 17 novembre 2007 au Japon.
Il s'agit de l'adaptation d'une nouvelle de Franz Kafka, Un médecin de campagne.

## Fiche technique
- Titre original : Kafuka: Inaka isha (カフカ 田舎医者?)
- Titre anglais : A Country Doctor
- Origine :  Japon
- Durée : 21 minutes
- Réalisateur : Kōji Yamamura
- Distribution : Shōchiku
- Musique : Hitomi Shimizu
- Dates de sortie :
  - Canada : 21 septembre 2007 (Festival international du film d'animation d'Ottawa)
  - Japon : 17 novembre 2007

## Distinctions
En 2007, le film a remporté le grand prix du festival international du film d'animation d'Ottawa. En 2008, il est récompensé du grand prix du festival international du film d'animation d'Hiroshima et du prix Noburō Ōfuji du prix du film Mainichi. La même année, il est également programmé lors du Animation Show of Shows (en).